# Cot Puklat
Cot Puklat är en kulle i Indonesien.   Den ligger i provinsen Aceh, i den västra delen av landet, 1 800 km nordväst om huvudstaden Jakarta. Toppen på Cot Puklat är 20 meter över havet.
Terrängen runt Cot Puklat är platt åt sydväst, men åt nordost är den kuperad.Runt Cot Puklat är det tätbefolkat, med 266 invånare per kvadratkilometer. Närmaste större samhälle är Banda Aceh, 8,0 km väster om Cot Puklat. Trakten runt Cot Puklat består till största delen av jordbruksmark.